# 광천 (남한)
광천(光天, 942년 3월 ~ 943년 3월)은 남한(南漢) 상제(殤帝) 유분(劉玢)의 연호이다. 1년 가량 사용하였다. 상제(殤帝)가 살해당한 후에 중종(中宗)이 응건으로 개원할 때까지 사용하였다.

## 개원
- 대유(大有) 15년 3월 23일[1](942년 4월 11일)에 연호를 광천(光天)으로 개원함.[2][3][4]

- 광천(光天) 2년 3월 9일[5](943년 4월 16일)에 연호를 응건(應乾)으로 개원함.[2][6][4]

## 연대 대조표
| 광천       | 원년           | 2년                            |
| 서기(西紀) | 942년          | 943년                          |
| 간지(干支) | 임인(壬寅)     | 계묘(癸卯)                     |
| 후진(後晉) | 천복(天福) 7년 | 8년                            |
| 민(閩)     | 영륭(永隆) 4년 | 영륭(永隆) 5년 천덕(天德) 원년 |
| 후촉(後蜀) | 광정(廣政) 5년 | 6년                            |
| 남당(南唐) | 승원(昇元) 6년 | 7년 보대(保大) 원년            |

## 참고 자료
- 다른 왕조의 같은 연호
  - 전촉(前蜀) 광천(光天, 918년)

- 중국의 연호 목록